# Acraea strattipocles
Acraea strattipocles är en fjärilsart som beskrevs av Charles Oberthür 1893. Acraea strattipocles ingår i släktet Acraea och familjen praktfjärilar. Inga underarter finns listade i Catalogue of Life.